# Grande Prêmio dos Estados Unidos de 2003
Resultados do Grande Prêmio dos Estados Unidos de Fórmula 1 (formalmente XXXII SAP United States Grand Prix) realizado em Indianapolis em 28 de setembro de 2003. Décima sexta etapa temporada, foi vencido pelo alemão Michael Schumacher, da Ferrari, com Kimi Räikkönen em segundo pela McLaren-Mercedes e Heinz-Harald Frentzen em terceiro pela Sauber-Petronas.

## Resumo
- Após a realização desta corrida, apenas Michael Schumacher e Kimi Räikkönen lutam pelo mundial de pilotos.
- A Ferrari assume a liderança do mundial de construtores.
- Último pódio de Heinz-Harald Frentzen.
- O canadense Jacques Villeneuve pediu para sair da equipe BAR e depois de ser anunciado que ele não ficaria na equipe e foi substituído pelo japonês Takuma Sato.[3]

## Classificação

### Treinos oficiais
| Pos.   | Nº | Piloto                | Equipe           | Tempo    | Dif.    |
| ------ | -- | --------------------- | ---------------- | -------- | ------- |
| 1      | 6  | Kimi Räikkönen        | McLaren–Mercedes | 1:11.670 |         |
| 2      | 2  | Rubens Barrichello    | Ferrari          | 1:11.794 | + 0.124 |
| 3      | 20 | Olivier Panis         | Toyota           | 1:11.920 | + 0.250 |
| 4      | 3  | Juan Pablo Montoya    | Williams–BMW     | 1:11.948 | + 0.278 |
| 5      | 4  | Ralf Schumacher       | Williams–BMW     | 1:12.078 | + 0.408 |
| 6      | 8  | Fernando Alonso       | Renault          | 1:12.087 | + 0.417 |
| 7      | 1  | Michael Schumacher    | Ferrari          | 1:12.194 | + 0.524 |
| 8      | 5  | David Coulthard       | McLaren–Mercedes | 1:12.297 | + 0.627 |
| 9      | 21 | Cristiano da Matta    | Toyota           | 1:12.326 | + 0.656 |
| 10     | 7  | Jarno Trulli          | Renault          | 1:12.566 | + 0.896 |
| 11     | 17 | Jenson Button         | BAR–Honda        | 1:12.695 | + 1.025 |
| 12     | 16 | Jacques Villeneuve    | BAR–Honda        | 1:13.050 | + 1.380 |
| 13     | 9  | Nick Heidfeld         | Sauber–Petronas  | 1:13.083 | + 1.413 |
| 14     | 14 | Mark Webber           | Jaguar–Ford      | 1:13.269 | + 1.599 |
| 15     | 10 | Heinz-Harald Frentzen | Sauber–Petronas  | 1:13.447 | + 1.777 |
| 16     | 15 | Justin Wilson         | Jaguar–Ford      | 1:13.585 | +1.915  |
| 17     | 11 | Giancarlo Fisichella  | Jordan–Ford      | 1:13.798 | + 2.128 |
| 18     | 12 | Ralph Firman          | Jordan–Ford      | 1:14.027 | + 2.357 |
| 19     | 19 | Jos Verstappen        | Minardi–Cosworth | 1:15.360 | + 3.690 |
| 20     | 18 | Nicolas Kiesa         | Minardi–Cosworth | 1:15.644 | + 3.974 |
| Fonte: |    |                       |                  |          |         |

### Corrida
| Pos.   | Nº | Piloto                | Construtor       | Voltas | Tempo/Diferença | Grid | Pontos |
| ------ | -- | --------------------- | ---------------- | ------ | --------------- | ---- | ------ |
| 1      | 1  | Michael Schumacher    | Ferrari          | 73     | 1:33:35.997     | 7    | 10     |
| 2      | 6  | Kimi Räikkönen        | McLaren-Mercedes | 73     | + 18.258        | 1    | 8      |
| 3      | 10 | Heinz-Harald Frentzen | Sauber-Petronas  | 73     | + 37.964        | 15   | 6      |
| 4      | 7  | Jarno Trulli          | Renault          | 73     | + 48.329        | 10   | 5      |
| 5      | 9  | Nick Heidfeld         | Sauber-Petronas  | 73     | + 56.403        | 13   | 4      |
| 6      | 3  | Juan Pablo Montoya    | Williams-BMW     | 72     | + 1 volta       | 4    | 3      |
| 7      | 11 | Giancarlo Fisichella  | Jordan-Ford      | 72     | + 1 volta       | 17   | 2      |
| 8      | 15 | Justin Wilson         | Jaguar-Cosworth  | 71     | + 2 voltas      | 16   | 1      |
| 9      | 21 | Cristiano da Matta    | Toyota           | 71     | + 2 voltas      | 9    |        |
| 10     | 19 | Jos Verstappen        | Minardi-Cosworth | 69     | + 4 voltas      | 19   |        |
| 11     | 18 | Nicolas Kiesa         | Minardi-Cosworth | 69     | + 4 voltas      | 20   |        |
| 12     | 16 | Jacques Villeneuve    | BAR-Honda        | 63     | + 4 Voltas      | 12   |        |
| Ret    | 12 | Ralph Firman          | Jordan-Ford      | 48     | Rodou           | 18   |        |
| Ret    | 5  | David Coulthard       | McLaren-Mercedes | 45     | Câmbio          | 8    |        |
| Ret    | 8  | Fernando Alonso       | Renault          | 44     | Motor           | 6    |        |
| Ret    | 17 | Jenson Button         | BAR-Honda        | 41     | Motor           | 11   |        |
| Ret    | 20 | Olivier Panis         | Toyota           | 27     | Rodou           | 3    |        |
| Ret    | 14 | Mark Webber           | Jaguar-Cosworth  | 21     | Rodou           | 14   |        |
| Ret    | 4  | Ralf Schumacher       | Williams-BMW     | 21     | Rodou           | 5    |        |
| Ret    | 2  | Rubens Barrichello    | Ferrari          | 2      | Acidente        | 2    |        |
| Fonte: |    |                       |                  |        |                 |      |        |

## Tabela do campeonato após a corrida
| Pos.   | Piloto             | Pontos |
| ------ | ------------------ | ------ |
| 1      | Michael Schumacher | 92     |
| 2      | Kimi Räikkönen     | 83     |
| 3      | Juan Pablo Montoya | 82     |
| 4      | Ralf Schumacher    | 58     |
| 5      | Rubens Barrichello | 55     |
| Fonte: |                    |        |

| Pos.    | Equipe           | Pontos |
| ------- | ---------------- | ------ |
| 1       | Ferrari          | 147    |
| 2       | Williams-BMW     | 144    |
| 3       | McLaren-Mercedes | 128    |
| 4       | Renault          | 84     |
| 5       | Sauber-Petronas  | 19     |
| Source: |                  |        |

- Nota: Somente as primeiras cinco posições estão listadas.